# Чилійський маторраль

Екорегіон на мапі

Чилійський маторраль — тип екорегіону середземноморські ліси і чагарники, частина неотропічної екозони, на західному узбережжі Південної Америки, переважно у Центральному Чилі.
Маторраль має помірний середземноморський клімат, з дощовою зимою і сухим літом. Це один з п'яти в світі регіонів зі середземноморським кліматом, що розташовані в середніх широтах на західному узбережжі континенту. Середземномор'я, Каліфорнійський чапараль та рідколісся екорегіон у Каліфорнії і Нижній Каліфорнії, Капська провінція в Південній Африці і південно-західна частина Австралії — інші регіони зі середземноморським кліматом.

## Розташування
Маторраль займає Центральне Чилі між 32º і 37º південної широти. Тихий океан лежить на заході, Чилійський прибережний хребет прямує паралельно узбережжю. Центральна долина Чилі розташована між Чилійським прибережним хребтом і горами Анди, що межує з екорегіоном маторраль на сході. На півночі знаходиться вельми суха пустеля Атакама, що відокремлює маторраль від тропічних лісів північної частини Південної Америки. Напівпустельний регіон, відомий як Норте-Чико («трохи на північ») лежить між 28º і 32º південної широти, і є перехідною зоною між пустелею Атакама і маторралем. На південь лежить прохолодніші і вологіші екорегіон Вальдивійські помірні дощові ліси, що включає в себе велику частину Південноамериканських помірних дощових лісів.

## Флора і фауна
Існують чотири основні типи екосистем Чилійського маторраля.
- Прибережний маторраль простягнувся від Ла-Серена на півночі до Вальпараїсо на півдні, розташовано у низинних районах і представлено Bahia ambrosioides, Adesmia microphylla і Fuchsia lycioides. Прибережний маторраль схожий на гариги Середземномор'я і м'який чапараль південної Каліфорнії.
- Маторраль — деревно-чагарникові спільноти рослин, що складаються з склерофітні чагарників і невеликих дерев, кактусів і бромелієвих. Типові види є Lithraea venenosa, Quillaja saponaria, Echinopsis chiloensis, і Puya. Маторраль схожий на Каліфорнійський чапараль і маки Середземномор'я.
- Еспиналь — співтовариство саванної рослинності, що має у своєму складі також гаї з Acacia caven й Prosopis chilensis, з підліском з однорічних трав інтродукованих з басейну Середземномор'я у 16 столітті. Велика частина що було раніше Еспіналь маторраль, деградувало протягом століть інтенсивного випасу овець, кіз і великої рогатої худоби.
- Склерофітні ліси — займали колись великі терени, але наразі існують на невеликих ділянках Берегового хребта і передгір'їв Анд. Склерофітні ліси і рідколісся складаються переважно з вічнозелених дерев, в тому числі Cryptocarya alba, Peumus boldus, Maytenus boaria і Jubaea chilensis.

Близько 95% видів рослин є ендеміками Чилі, в тому числі Gomortega keule, Pitavia punctata, Nothofagus alessandrii, і Jubaea chilensis.